# Anarchiva
Anarchiva – piąty album zespołu Karcer nagrany i wydany z okazji 25-lecia działalności w 2007 przez wytwórnię Jimmy Jazz Records.

## Lista utworów
1. „Rozbicie” (1982) – 1:54
2. „Kłamstwo” (1985) – 1:17
3. „Futurismus Onanismus” (1986) – 2:43
4. „Rewolucyjny walczyk” (1983) – 2:12
5. „Ballada oszukanych” (1986) – 3:20
6. „Emocje” (1986) – 3:24
7. „Karcer” (1983) – 2:42
8. „Karcer” (1986) – 3:15
9. „Życiorys na gitarę” (1987) – 3:32
10. „Lodówka” (1982) – 2:35
11. „Umarli milczą” (1986) – 3:14
12. „Mayday” (1985) – 2:41
13. „Ojczyzna” (1985) – 3:03
14. „Zapisana szyba” (1985) – 3:39
15. „Przeżyjemy” (1985) – 2:34
16. „Młodość walcząca (Prolog)” – 2:54

- muzyka i teksty: Krzysztof Żeromski
- tekst (5): Zygmunt Krasiński
- muzyka i tekst (10): Zero

## Skład
- Krzysztof Żeromski – wokal, gitara
- Adam Lao – gitara basowa, wokal
- Daniel „Czasza” Łukasik – perkusja